# Clyde King
Clyde Whitlock King (* 6. September 1898 in Montezuma, Poweshiek County, Iowa; † 20. August 1982 in Mill Valley, Kalifornien) war ein US-amerikanischer Ruderer und späterer Militär.
King war neben dem Studium an der United States Naval Academy im American-Football-Team der Navy aktiv. Wegen seiner Kraftwerte wurde er auch im Ruderteam eingesetzt, innerhalb eines Jahres rückte er zum Schlagmann des Achters der Academy auf. Dieser Achter vertrat bei den Olympischen Spielen 1920 in Antwerpen die Vereinigten Staaten. Der Achter gewann in der Vorrunde mit sechzehn Sekunden Vorsprung gegen die belgische Mannschaft, im Halbfinale setzten sich die Amerikaner mit achtzehn Sekunden gegen die französische Besatzung durch. Mit einem knappen Vorsprung von 0,8 Sekunden siegte die Crew im Finale vor dem britischen Achter. 1922 verließ King die Navy. 
Im Zweiten Weltkrieg kehrte er zur United States Navy zurück und war auch im Koreakrieg aktiv. 1958 verließ er die Navy als Konteradmiral und war danach im Glashandel tätig. Daneben war er in zahlreichen Vereinen und Organisationen für den Sport aktiv.
Clyde King ist zusammen mit seiner Frau auf dem Golden Gate National Cemetery in San Bruno beerdigt.